# Rob de Jong
Rob de Jong (Tilburg, 18 april 1962) is een oud-profvoetballer die voor Willem II één wedstrijd speelde in de Eredivisie.
Sinds 2012 is hij assistent-coach van Jong Willem II. Hierbij ondersteunt hij voormalig Willem II-speler Clemens Bastiaansen.